# Bruce Springsteen 1992-1993 World Tour
Il Bruce Springsteen 1992-1993 World Tour è stato una tournée intrapresa dal cantautore statunitense Bruce Springsteen tra il 1992 e il 1993 dopo la pubblicazione degli album Human Touch e Lucky Town.
Fu il primo tour del cantautore senza il suo gruppo storico, la E Street Band, che era stato sciolto alla fine del 1989. Come era avvenuto per la registrazione dei due nuovi album, usciti in simultanea nel marzo del 1992, Springsteen assemblò un nuovo gruppo costituito da musicisti in gran parte estranei alla cerchia dei collaboratori storici salvo per la partecipazione del tastierista Roy Bittan e, in alcune date, di Patti Scialfa. La nuova formazione fu in seguito chiamata informalmente «The Other Band» ("l'altro gruppo") per distinguerla dalla E Street Band e marcarne le differenze. In tal senso anche la tournée è a volte indicata come «The Other Band Tour».

## Preparazione
La preparazione del tour mondiale, che era previsto iniziasse in Europa, impegnò Springsteen e Roy Bittan per tutto l'inverno e la primavera del 1992 alla ricerca di musicisti in grado di interpretare le vecchie canzoni della E Street Band e le canzoni dei nuovi dischi in uscita, un gruppo versatile al punto di passare attraverso i più diversi generi musicali. Bittan sarebbe stato parte della band, come unico tastierista e non al pianoforte. Dopo molte audizioni e prove furono scelti Zach Alford, batterista che si era fatto notare per la sua partecipazione al Cosmic Thing Tour dei The B-52's, e il bassista Tommy Sims, già membro del gruppo di christian rock White Heart. Come chitarrista fu scelto Shane Fontayne, suggerito da Jimmy Iovine, il cui stile ruvido e contemporaneamente melodico colpì favorevolmente Springsteen quando l'aveva visto suonare con i Lone Justice durante una replica del Saturday Night Live. Al nucleo principale di cinque elementi della nuova formazione, che inizialmente non prevedeva strumenti a fiato, fu poi aggiunto un nutrito gruppo di coristi rhythm and blues e gospel, tra cui Bobby King, collaboratore storico di Ry Cooder, insieme a Cleopatra Kennedy, Gia Giambotti, Carol Dennis e Angel Rogers. Inoltre fu aggiunta al gruppo, come ulteriore corista, ma impegnata anche alle percussioni e alla chitarra, Crystal Taliefero, che nel corso dei concerti assunse un ruolo centrale come "spalla" del leader e anche come sassofonista durante le esecuzioni di Born to Run. A Jeff Porcaro, uno tra i più importanti session man statunitensi e che aveva partecipato alla registrazione di Human Tourch, fu offerta una cifra di un milione di dollari per partecipare alla tournée. Il batterista però declinò l'offerta per i suoi impegni con i Toto di cui era uno dei membri fondatori. Porcaro morì improvvisamente il 5 agosto del 1992.
Il nucleo base del nuovo gruppo, con Bittan, Alford, Sims e Fontayne e il solo Bobby King ai cori, esordì il 6 maggio 1992 al Bottom Line di New York, locale dove Springsteen mancava dal 1976 e dove nell'estate del 1975 aveva tenuto una serie di celebri concerti che avevano contribuito a lanciarlo ai tempi dell'uscita dell'album Born to Run. L'esibizione di 90 minuti fu realizzata a favore di un selezionato gruppo di dirigenti e dipendenti della Sony Music. Il 9 maggio la stessa formazione si esibì per la prima volta in televisione al Saturday Night Live. Il programma, visto da più 25 milioni di persone, contribuì alla ripresa delle vendite di Human Touch e Lucky Town che, dopo aver esordito al secondo e terzo posto della Billboard 200, stavano velocemente arretrando nella classifica dei dischi più venduti.
Le prove, iniziate in aprile con la formazione ridotta, continuarono a maggio con l'ingresso di Crystal Taliefero e dei coristi presso gli Hollywood Center Studios di Los Angeles fino alla prova generale del 5 giugno che fu trasmessa in diretta via radio e vedeva la partecipazione speciale di Patti Scialfa e di Steven Van Zandt. Lo storico membro della E Street Band era stato chiamato da Springsteen come consigliere e come aiuto ai nuovi musicisti per prendere confidenza con il vecchio repertorio. All'epoca si pensò che Van Zandt avrebbe potuto partecipare al tour, cosa che in realtà non si verificò. La moglie di Sprinsgteen invece partecipò a qualche data della tournée, solo in alcune selezionate occasioni, per gli impegni familiari con i piccoli figli Evan e Jessica che era nata nel dicembre del 1991.

## Itineraio
La tournée fu suddivisa in tre tranche principali. La prima si svolse in Europa tra il 15 giugno e il 13 luglio 1992 con almeno due date per ogni tappa e si concluse con cinque concerti consecutivi alla Wembley Arena di Londra. Il tour riprese il 23 luglio con 11 date consecutive alla Brendan Byrne Arena di East Rutherford nel New Jersey; fu così superato il record di 10 date consecutive nello stesso palazzetto durante il Born in the U.S.A. Tour nel 1984. Fino al 17 dicembre il tour si svolse negli Stati Uniti e in Canada prevalentemente nelle grandi arene sportive, ma senza apparizioni negli stadi all'aperto. Dopo una lunga pausa invernale, il 31 marzo 1993 iniziò la terza parte del tour in Europa, con diversi concerti in stadi calcistici all'aperto, che si concluse a Oslo il 1º giugno.

## Accoglienza

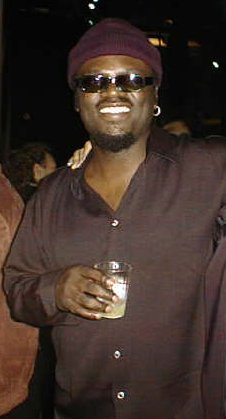
Il bassista Tommy Sims in una foto del 2000

Nonostante le undici date consecutive e il trionfale ritorno nel palazzetto del New Jersey che era considerato "la casa" di Springsteen, la richiesta di biglietti fu almeno inizialmente inferiore a quella del 1984. In quell'occasione le date consecutive alla Brendan Byrne Arena furono dieci, ma le richieste furono molto più alte, tanto che nell'estate dell'anno successivo furono organizzati sei concerti nel vicino e più grande Giants Stadium. Molto buone furono le vendite nella costa orientale degli Stati Uniti, dove Springsteen aveva il seguito maggiore, ma non altrettanto favorevole fu la risposta negli stati del Sud e del Midwest. Invece nelle date europee della prima e dell'ultima tranche, la risposta fu molto positiva, tanto che furono tenuti diversi concerti negli stadi. Nel Vecchio Continente Springsteen aveva ancora un grandissimo seguito e i concerti furono un successo in particolare quando il cantautore riproponeva i suoi successi dell'album Born in the U.S.A.
All'epoca i giudizi sulla «Other Band» divisero la critica e il pubblico nel paragone con la E Street Band, in particolare sul modo di suonare di alcuni elementi, tra cui il batterista Alford e il bassista Tommy Sims, ma anche sull'invadenza delle tastiere di Bittan. Molto apprezzati furono invece la polistrumentista Crystal Taliefero, che divenne nel tempo una valida spalla per Springsteen, e il corista Bobby King. Le critiche indussero Springsteen a impegnarsi ancor di più nei concerti con un'energia paragonabile a quella delle precedenti trionfali tournée. Dopo l'iniziale diffidenza e dopo un lungo periodo di rodaggio, verso la fine del tour il nuovo gruppo, entrato ormai in sintonia con il leader e con il repertorio storico, iniziò a convincere maggiormente gli spettatori. Nelle occasioni in cui venivano ospitati i vecchi membri della E Street Band, però, era percepibile il calore e palese la differenza con cui il pubblico li accoglieva.

## Concerti
| Data              | Città                  | Nazione     | Impianto                          |
| ----------------- | ---------------------- | ----------- | --------------------------------- |
| Europa            |                        |             |                                   |
| 15 giugno 1992    | Stoccolma              | Svezia      | Globe Arena                       |
| 17 giugno 1992    | Stoccolma              | Svezia      | Globe Arena                       |
| 20 giugno 1992    | Milano                 | Italia      | Forum di Assago                   |
| 21 giugno 1992    | Milano                 | Italia      | Forum di Assago                   |
| 25 giugno 1992    | Francoforte            | Germania    | Festhalle                         |
| 26 giugno 1992    | Francoforte            | Germania    | Festhalle                         |
| 29 giugno 1992    | Parigi                 | Francia     | Palais Omnisports de Paris-Bercy  |
| 30 giugno 1992    | Parigi                 | Francia     | Palais Omnisports de Paris-Bercy  |
| 3 luglio 1992     | Barcellona             | Spagna      | La Monumental                     |
| 4 luglio 1992     | Barcellona             | Spagna      | La Monumental                     |
| 6 luglio 1992     | Londra                 | Regno Unito | Wembley Arena                     |
| 9 luglio 1992     | Londra                 | Regno Unito | Wembley Arena                     |
| 10 luglio 1992    | Londra                 | Regno Unito | Wembley Arena                     |
| 12 luglio 1992    | Londra                 | Regno Unito | Wembley Arena                     |
| 13 luglio 1992    | Londra                 | Regno Unito | Wembley Arena                     |
| America del Nord  |                        |             |                                   |
| 23 luglio 1992    | East Rutherford        | Stati Uniti | Brendan Byrne Arena               |
| 25 luglio 1992    | East Rutherford        | Stati Uniti | Brendan Byrne Arena               |
| 26 luglio 1992    | East Rutherford        | Stati Uniti | Brendan Byrne Arena               |
| 28 luglio 1992    | East Rutherford        | Stati Uniti | Brendan Byrne Arena               |
| 30 luglio 1992    | East Rutherford        | Stati Uniti | Brendan Byrne Arena               |
| 31 luglio 1992    | East Rutherford        | Stati Uniti | Brendan Byrne Arena               |
| 2 agosto 1992     | East Rutherford        | Stati Uniti | Brendan Byrne Arena               |
| 4 agosto 1992     | East Rutherford        | Stati Uniti | Brendan Byrne Arena               |
| 6 agosto 1992     | East Rutherford        | Stati Uniti | Brendan Byrne Arena               |
| 7 agosto 1992     | East Rutherford        | Stati Uniti | Brendan Byrne Arena               |
| 10 agosto 1992    | East Rutherford        | Stati Uniti | Brendan Byrne Arena               |
| 13 agosto 1992    | Worcester              | Stati Uniti | The Centrum                       |
| 14 agosto 1992    | Worcester              | Stati Uniti | The Centrum                       |
| 17 agosto 1992    | Auburn Hills           | Stati Uniti | The Palace of Auburn Hills        |
| 18 agosto 1992    | Auburn Hills           | Stati Uniti | The Palace of Auburn Hills        |
| 21 agosto 1992    | Richfield              | Stati Uniti | Richfield Coliseum                |
| 22 agosto 1992    | Richfield              | Stati Uniti | Richfield Coliseum                |
| 25 agosto 1992    | Landover               | Stati Uniti | Capital Centre                    |
| 26 agosto 1992    | Landover               | Stati Uniti | Capital Centre                    |
| 28 agosto 1992    | Filadelfia             | Stati Uniti | Spectrum                          |
| 29 agosto 1992    | Filadelfia             | Stati Uniti | Spectrum                          |
| 2 settembre 1992  | Tinley Park            | Stati Uniti | World Music Theatre               |
| 3 settembre 1992  | Tinley Park            | Stati Uniti | World Music Theatre               |
| 24 settembre 1992 | Los Angeles            | Stati Uniti | Los Angeles Memorial Sports Arena |
| 25 settembre 1992 | Los Angeles            | Stati Uniti | Los Angeles Memorial Sports Arena |
| 28 settembre 1992 | Los Angeles            | Stati Uniti | Los Angeles Memorial Sports Arena |
| 29 settembre 1992 | San Diego              | Stati Uniti | San Diego Sports Arena            |
| 2 ottobre 1992    | Phoenix                | Stati Uniti | America West Arena                |
| 3 ottobre 1992    | Phoenix                | Stati Uniti | America West Arena                |
| 6 ottobre 1992    | Sacramento             | Stati Uniti | ARCO Arena                        |
| 13 ottobre 1992   | Tacoma                 | Stati Uniti | Tacoma Dome                       |
| 15 ottobre 1992   | Vancouver              | Canada      | Pacific Coliseum                  |
| 17 ottobre 1992   | Calgary                | Canada      | Olympic Saddledome                |
| 18 ottobre 1992   | Edmonton               | Canada      | Northlands Coliseum               |
| 21 ottobre 1992   | Mountain View          | Stati Uniti | Shoreline Amphitheatre            |
| 22 ottobre 1992   | Mountain View          | Stati Uniti | Shoreline Amphitheatre            |
| 26 ottobre 1992   | Denver                 | Stati Uniti | McNichols Sports Arena            |
| 30 ottobre 1992   | Ames                   | Stati Uniti | Hilton Coliseum                   |
| 31 ottobre 1992   | Minneapolis            | Stati Uniti | Target Center                     |
| 3 novembre 1992   | Milwaukee              | Stati Uniti | Bradley Center                    |
| 5 novembre 1992   | Toronto                | Canada      | SkyDome                           |
| 6 novembre 1992   | Toronto                | Canada      | SkyDome                           |
| 9 novembre 1992   | Uniondale              | Stati Uniti | Nassau Veterans Memorial Coliseum |
| 10 novembre 1992  | Uniondale              | Stati Uniti | Nassau Veterans Memorial Coliseum |
| 13 novembre 1992  | Syracuse               | Stati Uniti | Carrier Dome                      |
| 15 novembre 1992  | Hartford               | Stati Uniti | Hartford Civic Center             |
| 17 novembre 1992  | Chapel Hill            | Stati Uniti | Dean Smith Center                 |
| 18 novembre 1992  | Charlotte              | Stati Uniti | Charlotte Coliseum                |
| 23 novembre 1992  | Orlando                | Stati Uniti | Orlando Arena                     |
| 24 novembre 1992  | Miami                  | Stati Uniti | Miami Arena                       |
| 30 novembre 1992  | Atlanta                | Stati Uniti | The Omni                          |
| 2 dicembre 1992   | Dallas                 | Stati Uniti | Reunion Arena                     |
| 3 dicembre 1992   | Saint Louis            | Stati Uniti | St. Louis Arena                   |
| 5 dicembre 1992   | Indianapolis           | Stati Uniti | Market Square Arena               |
| 7 dicembre 1992   | Philadelphia           | Stati Uniti | Spectrum                          |
| 8 dicembre 1992   | Philadelphia           | Stati Uniti | Spectrum                          |
| 13 dicembre 1992  | Boston                 | Stati Uniti | Boston Garden                     |
| 14 dicembre 1992  | Boston                 | Stati Uniti | Boston Garden                     |
| 16 dicembre 1992  | Pittsburgh             | Stati Uniti | Civic Arena                       |
| 17 dicembre 1992  | Lexington              | Stati Uniti | Rupp Arena                        |
| Europa            |                        |             |                                   |
| 31 marzo 1993     | Glasgow                | Regno Unito | SEC Centre                        |
| 3 aprile 1993     | Dortmund               | Germania    | Westfalenhallen                   |
| 4 aprile 1993     | Dortmund               | Germania    | Westfalenhallen                   |
| April 7, 1993     | Zurigo                 | Svizzera    | Hallenstadion                     |
| 8 aprile 1993     | Zurigo                 | Svizzera    | Hallenstadion                     |
| 11 aprile 1993    | Verona                 | Italia      | Stadio Marcantonio Bentegodi      |
| 13 aprile 1993    | Lione                  | Francia     | Halle Tony Garnier                |
| 15 aprile 1993    | Sheffield              | Regno Unito | Sheffield Arena                   |
| 16 aprile 1993    | Sheffield              | Regno Unito | Sheffield Arena                   |
| 19 aprile 1993    | Rotterdam              | Paesi Bassi | Rotterdam Ahoy                    |
| 20 aprile 1993    | Rotterdam              | Paesi Bassi | Rotterdam Ahoy                    |
| 23 aprile 1993    | Gand                   | Belgio      | Flanders Expo                     |
| 24 aprile 1993    | Gand                   | Belgio      | Flanders Expo                     |
| 1 maggio 1993     | Lisbona                | Portogallo  | Estádio José Alvalade             |
| 5 maggio 1993     | Madrid                 | Spagna      | Stadio Vicente Calderón           |
| 7 maggio 1993     | Gijón                  | Spagna      | Stadio El Molinón                 |
| 9 maggio 1993     | Santiago de Compostela | Spagna      | Auditorio Monte do Gozo           |
| 11 maggio 1993    | Barcellona             | Spagna      | Stadio olimpico Lluís Companys    |
| 14 maggio 1993    | Berlino                | Germania    | Waldbühne                         |
| 16 maggio 1993    | Monaco di Baviera      | Germania    | Aeroporto di Monaco-Riem          |
| 17 maggio 1993    | Mannheim               | Germania    | Maimarkthalle                     |
| 20 maggio 1993    | Dublino                | Irlanda     | RDS Arena                         |
| 22 maggio 1993    | Milton Keynes          | Regno Unito | National Bowl                     |
| 25 maggio 1993    | Roma                   | Italia      | Stadio Flaminio                   |
| 28 maggio 1993    | Stoccolma              | Svezia      | Stadio Olimpico                   |
| 30 maggio 1993    | Gentofte               | Danimarca   | Gentofte Sportspark               |
| 1 giugno 1993     | Oslo                   | Norvegia    | Valle Hovin                       |

Prima della ripresa della tournée in Europa, Springsteen con la sua band tenne un concerto benefico di riscaldamento al Count Basie Theatre di Red Bank a cui partecipò in un brano Max Weinberg. L'emittente MTV registrò per l'occasione un'intervista a Springsteen e filmò il soundcheck del concerto.
Terminata la tournée con le ultime tappe europee, Springsteen con la sua band partecipò a due concerti di beneficenza. Il primo si tenne presso la Brendan Byrne Arena di East Rutherford a favore di alcune associazioni non profit e food bank impegnate nella lotta alla fame e alla povertà. Al concerto parteciparono molti ospiti speciali tra cui alcuni membri della E Street Band, Clarence Clemons, Steven Van Zandt, Max Weinberg e Patti Scialfa, i Miami Horns e gli amici Southside Johnny, Joe Ely e Soozie Tyrell. Il secondo concerto si svolse al Madison Square Garden di New York a favore della fondazione istituita dal giornalista musicale Dave Marsh e dalla moglie Barbara Carr – co-manager di Springsteen insieme a Jon Landau – per la lotta contro il sarcoma, malattia che aveva colpito la figlia della coppia scomparsa poco prima. Anche in questo caso parteciparono alcuni ospiti tra cui Terence Trent D'Arby, Joe Ely, Patti Scialfa e la violinista Soozie Tyrell. Durante lo spettacolo la fu raccolto un milione di dollari a favore della fondazione.
| Data                    | Città           | Nazione     | Impianto              |
| ----------------------- | --------------- | ----------- | --------------------- |
| Concerti di beneficenza |                 |             |                       |
| 23 marzo 1993           | Red Bank        | Stati Uniti | Count Basie Theatre   |
| 24 giugno 1993          | East Rutherford | Stati Uniti | Brendan Byrne Arena   |
| 26 giugno 1993          | New York        | Stati Uniti | Madison Square Garden |

### Concerti cancellati o rinviati
- 2 luglio 1992, Barcellona, Plaza Monumental, rinviato al 4 luglio per problemi di trasporti dalla Francia[14]
- 8 e 9 ottobre 1992, Mountain View, Shoreline Amphitheatre, rinviati al 21 e 22 ottobre per problemi di salute
- 28 ottobre 1992, Saint Louis, St. Louis Arena, rinviato al 3 dicembre per problemi di salute
- 21 novembre 1992, Lexington, Rupp Arena, rinviato al 17 dicembre per problemi di salute
- 11 dicembre 1992, Pittsburgh, Civic Arena, rinviato al 16 dicembre per brutto tempo

## Formazione

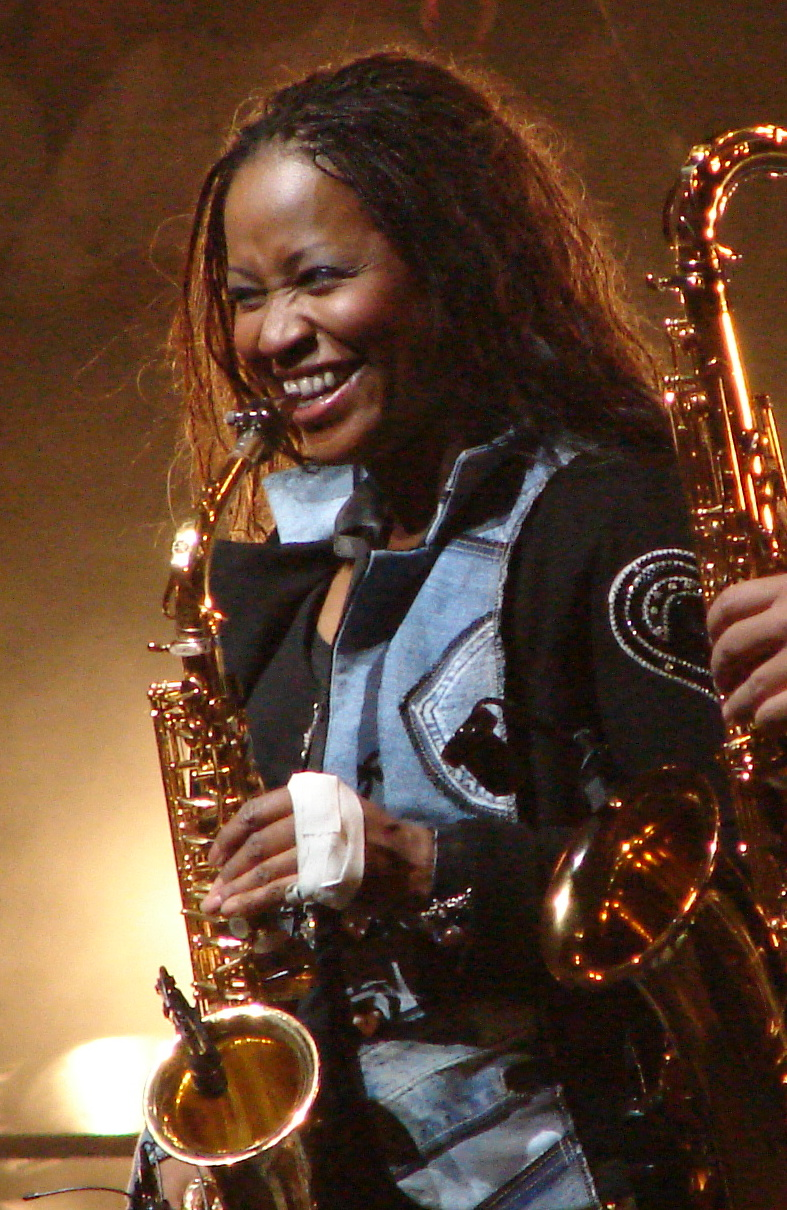
Crystal Taliefero in una foto del 2007,

- Bruce Springsteen – voce, chitarra e armonica a bocca
  - Roy Bittan – tastiere
  - Shane Fontayne – chitarra e cori
  - Tommy Sims – basso elettrico
  - Zachary Alford – batteria
  - Crystal Taliefero – chitarra, percussioni, cori e sassofono in Born to Run
  - Bobby King – cori
  - Gia Ciambotti – cori
  - Carol Dennis – cori
  - Cleopatra Kennedy – cori
  - Angel Rogers – cori
  - Patti Scialfa – chitarra acustica e cori in Brilliant Disguise, Tougher Than the Rest e Human Touch (solo in alcune date)

### Ospiti
Durante il tour Springsteen ha occasionalmente ospitato sul palco amici musicisti e collaboratori.
- Steven Van Zandt – cori e chitarra in 57 Channels (And Nothin' On), Glory Days e Bobby Jean (prova generale, Hollywood, 5 giugno 1992); cori e chitarra in Glory Days e Darlington County (East Rutherford, 10 agosto 1992); cori e chitarra in Glory Days (Uniondale, 9 novembre 1992); cori e chitarra in Glory Days e altre (East Rutherford, 24 giugno 1993)
- Elliott Murphy – duetto in Rock Ballad (Parigi, 30 giugno 1992)
- Southside Johnny – duetto in All The Way Home (East Rutherford, 7 agosto 1992)
- Danny Federici – organo (Los Angeles, 28 settembre 1992)
- Billy Joel – tastiere in Glory Days (Uniondale, 10 novembre 1992)
- Frank Bruno e Liz[21] – chitarra in Glory Days (Filadelfia, 8 dicembre 1992)
- Peter Wolf – duetto in In the Midnight Hour (Boston, 14 dicembre 1992)
- Joe Grushecky – cori e chitarra in Santa Claus Is Comin to Town e Glory Days (Pittsburgh, 16 dicembre 1992)
- Garry Tallent – basso elettrico in Glory Days e Bobby Jean (Lexington, 17 dicembre 1992)
- Max Weinberg – tastiere in Glory Days (Red Bank, 23 marzo 1993)
- Jon Bon Jovi e Richie Sambora – voce e chitarra in Glory Days (Dortmund, 3 aprile 1993)
- Jimmy Cliff – duetto in Time Will Tell (Verona, 11 aprile 1993)
- Jerry Lee Lewis – duetto in Great Balls of Fire e Whole Lotta Shakin' Goin' On (Dublino, 20 maggio 1992)
- Joe Ely – duetto in Settle for Love (Dublino, 20 maggio 1992)

Il manager Jon Landau apparve come ospite in alcuni concerti suonando la chitarra.

## Scaletta
Secondo i dati forniti dal sito web specializzato setlist.fm, la seguente è stata la scaletta proposta con maggior frequenza durante la tournée:
1. Better Days
2. Local Hero
3. Darkness on the Edge of Town
4. Lucky Town
5. Atlantic City
6. 57 Channels (And Nothin' On)
7. Trapped
8. Badlands
9. If I Should Fall Behind
10. Living Proof
11. My Hometown
12. Leap of Faith
13. Man's Job
14. The River
15. Roll of the Dice
16. Cover Me
17. Brilliant Disguise
18. Born in the U.S.A.
19. Souls of the Departed
20. Real World
21. Human Touch
22. Light of Day
23. Glory Days
24. Hungry Heart
25. Thunder Road
26. Bobby Jean
27. Born to Run
28. My Beautiful Reward
29. Working on the Highway

### Canzoni originali
Greetings from Asbury Park, N.J.
- For You
- Growin' Up
- Spirit in the Night

The Wild, the Innocent & the E Street Shuffle
- 4th of July, Asbury Park (Sandy)
- Rosalita (Come Out Tonight)

Born to Run
- Born to Run
- Thunder Road

Darkness on the Edge of Town
- Adam Raised a Cain
- Badlands
- Darkness on the Edge of Town
- The Promised Land
- Prove It All Night
- Racing in the Street

The River
- Hungry Heart
- Point Blank
- The River
- Sherry Darling

Nebraska
- Atlantic City
- Open All Night
- Mansion on the Hill

Born in the U.S.A.
- Bobby Jean
- Born in the U.S.A.
- Cover Me
- Dancing in the Dark
- Darlington County
- Downbound Train
- Glory Days
- I'm on Fire
- My Hometown
- Working on the Highway

Tunnel of Love
- Brilliant Disguise
- Tougher Than the Rest

Human Touch
- 57 Channels (And Nothin' On)
- All or Nothin' at All
- Cross My Heart
- Gloria's Eyes
- Human Touch
- I Wish I Were Blind
- The Long Goodbye
- Man's Job
- Pony Boy
- Real Man
- Real World
- Roll of the Dice
- Soul Driver
- With Every Wish

Lucky Town
- Better Days
- The Big Muddy
- Book of Dreams
- If I Should Fall Behind
- Leap of Faith
- Living Proof
- Local Hero
- Lucky Town
- My Beautiful Reward
- Souls of the Departed

Altre
- All the Way Home
- Because the Night
- Follow That Dream
- Light of Day
- Part Man, Part Monkey
- Red Headed Woman
- Seeds
- This Hard Land

### Cover
- 99 1/2 Won't Do (Wilson Pickett)
- Across the Borderline (Ry Cooder)
- Born to Be Wild (Steppenwolf)
- Everybody Needs Somebody to Love (Solomon Burke, frammento in Roll of the Dice)
- Follow That Dream (Elvis Presley)
- Good Times (Sam Cooke)
- Great Balls of Fire (Jerry Lee Lewis)
- I Hear a Train (frammento in Light of Day)
- In the Midnight Hour (Wilson Pickett)
- It's All Right (The Impressions)
- Jersey Girl (Tom Waits)
- Land of a Thousand Dances  (Wilson Pickett, frammento in Light of Day)
- Lookin' for a Love (The Valentinos, frammento in Roll of the Dice)
- Many Rivers to Cross (Jimmy Cliff)
- The Midnight Special (tradizionale, Creedence Clearwater Revival)
- Ramblin' Gamblin' Man (Bob Seger)
- Rock Ballad (Elliott Murphy)
- Rockin' All Over the World (John Fogerty)
- Santa Claus Is Coming to Town
- Satan's Jeweled Crown (The Louvin Brothers)
- The Star-Spangled Banner (introduzione a Born In The U.S.A.)
- Time Will Tell (Jimmy Cliff)
- Toccata e fuga in Re minore (Johann Sebastian Bach, introduzione a Spirit in the Night)
- Trapped (Jimmy Cliff)
- Twist and Shout (The Isley Brothers)
- Viva Las Vegas (Elvis Presley)
- Who'll Stop the Rain (Creedence Clearwater Revival)
- Whole Lotta Shakin' Goin' On (Jerry Lee Lewis)

## Trasmissioni radio-televisive e discografia
Il lancio della tournée e del nuovo gruppo avvenne con la partecipazione alla trasmissione della NBC Saturday Night Live il 9 maggio 1992, la prima esibizione televisiva di Springsteen. L'ultima prova generale del tour del 5 giugno 1992 al Hollywood Center Studios di Los Angeles fu parzialmente trasmessa in diretta radiofonica e poi replicata da molte emittenti negli Stati Uniti e in Europa a scopo promozionale e divenne immediatamente disponibile come bootleg.
Sempre a Los Angeles, presso i Warner Hollywood Studios, il 22 settembre 1992 fu registrata una esibizione dal vivo per il programma MTV Unplugged. Benché il format prevedesse esibizioni rigorosamente acustiche degli artisti, Springsteen suonò tutte le canzoni, salvo l'iniziale Red Headed Woman, con strumenti elettrici accompagnato dalla "Other Band" con la quale stava per riprendere lo spezzone nordamericano del tour. Il programma fu trasmetto da MTV l'11 novembre. A dicembre l'esibizione fu resa disponibile in videocassetta, e laserdisc per i mercati orientali, col titolo In Concert MTV Plugged. Nell'aprile del 1993 il concerto fu pubblicato anche su disco, il secondo album dal vivo della carriera del cantautore, dalla Columbia Records per il solo mercato europeo anche per promuovere l'imminente inizio della tranche europea del tour. Parte dei concerti del 22 maggio 1993 a Milton Keynes e del 28 maggio a Stoccolma fu ripresa per uno speciale televisivo che non fu mai realizzato.
A partire dal 2014 Springsteen iniziò a pubblicare le registrazioni restaurate digitalmente di alcuni suoi concerti resi disponibile per il download attraverso il suo sito ufficiale nei formati MP3, lossless con qualità CD-Audio e in alta definizione a 24 bit/192 kHz oppure come tradizionali album in formato CD. Negli anni successivi sono stati resi disponibili alcuni concerti della tournée mondiale del 1992-93, tra cui quello di beneficenza alla Brendan Byrne Arena del 24 giugno 1993.
- 1992 – Bruce Springsteen, In Concert MTV Plugged, VHS, SMV Enterprises 49162 2
- 1993 – Bruce Springsteen, In Concert MTV Plugged, CD, Columbia Records 473860 2
- 2004 – Bruce Springsteen, In Concert MTV Plugged, DVD, Columbia Musica Video 202617 9
- 2018 – Bruce Springsteen, Brendan Byrne Arena, New Jersey, June 24, 1993, download digitale, live.brucespringsteen.net, registrato alla Brendan Byrne Arena, The Meadowlands, East Rutherford, il 24 giugno 1993
- 2019 – Bruce Springsteen, Meadowlands July 25, 1992, download digitale, live.brucespringsteen.net, registrato alla Brendan Byrne Arena, The Meadowlands, East Rutherford, il 25 luglio 1992
- 2021 – Bruce Springsteen, Boston 12/13/92, download digitale, live.brucespringsteen.net, registrato al Boston Garden di Boston il 13 dicembre 1992
- 2022 – Bruce Springsteen, Waldbühne, Berlin Germany May 14, 1993, download digitale, live.brucespringsteen.net, registrato al Waldbühne di Berlino il 14 maggio 1993